# Štola v Zoo Praha
Štola z 19. století, která se nachází pod přírodní památkou Skály v zoologické zahradě v Praze-Troji, je od roku 2014 součástí expoziční nabídky Zoo Praha. Ve vstupní části je umístěna expozice, která uvádí návštěvníky do doby druhé světové války, kdy štola sloužila pro zaměstnance zahrady jako protiletecký kryt.

## Historie
Štola pod Zakázankou vznikla v polovině 19. století. Podle jedné teorie se jednalo o průzkumnou štolu Pražské železářské společnosti za účelem hledání nových ložisek železné rudy, podle jiné úvahy štola vznikla kvůli těžbě kyzových (pyritových) břidlic, ze kterých se v 19. století vyráběla dýmavá kyselina sírová, používaná v textilním průmyslu v Německu a v Anglii a také v ropných rafineriích v Baku. Na základě průzkumu, který zde prováděli pracovníci zoologické zahrady společně se znalcem pražského podzemí Vladimírem Vojířem, se za nejpravděpodobnější považuje teorie, že štola byla dílem pražského podnikatele Floriana Kubešky či měšťana Jana Bendelmayera, kteří měli od roku 1856 právo na kutání rud v Troji.

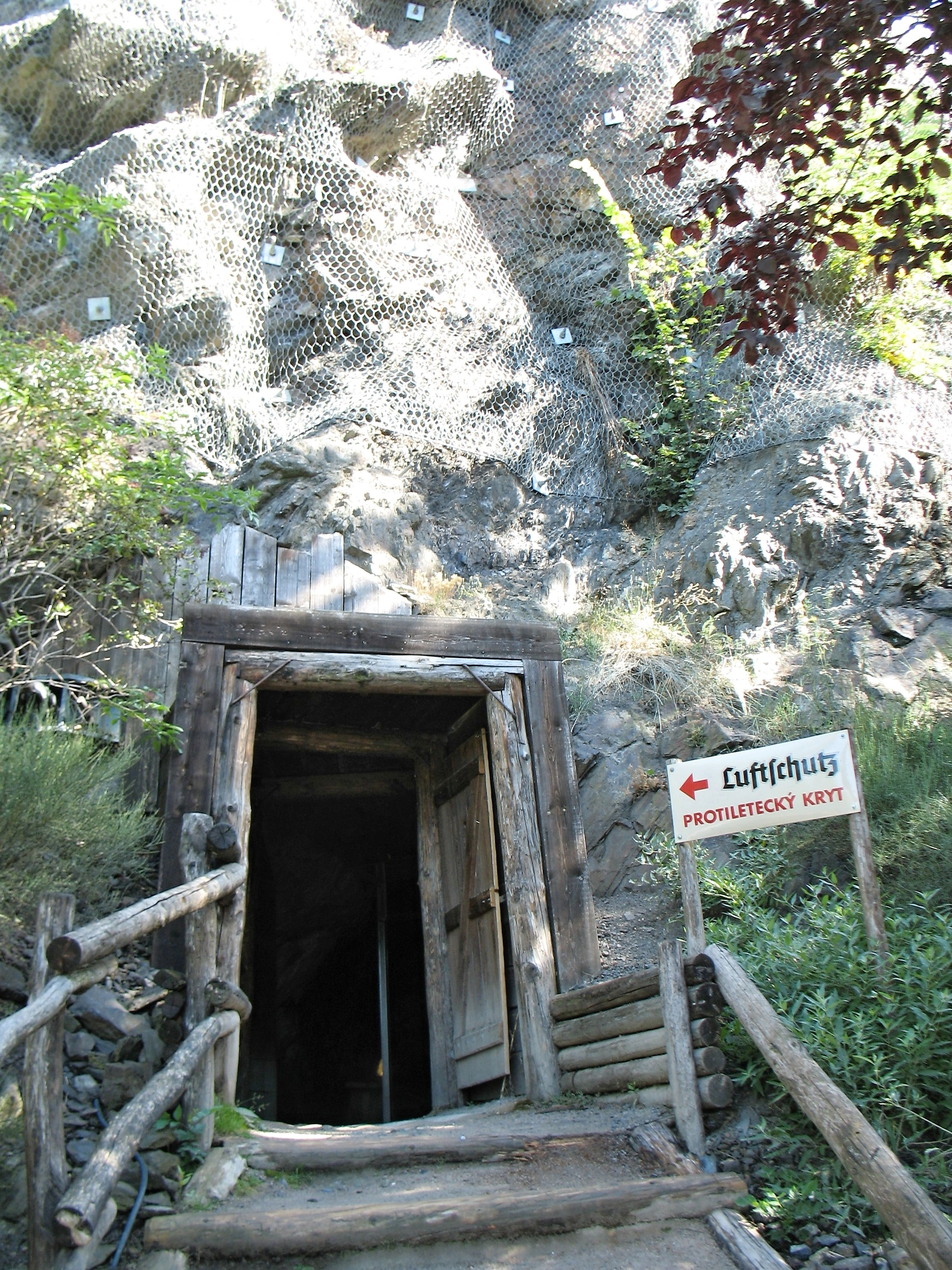
Vstup do štoly

Po desetiletích snah o založení zoo v Praze bylo 28. září 1931 v Troji zpřístupněno veřejnosti staveniště zoologické zahrady a štola se stala součástí jejího areálu.
Během druhé světové války v letech 1939 až 1945 musela pražská zoo čelit obtížnějším podmínkám. Kontakty s podobnými institucemi ve světě prakticky přestaly existovat a finanční prostředky pro provoz zahrady byly obstarávány nejrůznějšími cestami. Mimo jiné pro jejich získání zaměstnanci zoo pořádali v areálu zahrady cirkusová představení se zvířaty, a někteří z nich dokonce sami vystupovali jako artisté. Na území zoo bydlelo v té době asi třicet lidí, z toho deset dětí ve věku od dvou do patnácti let. 
Stará štola byla během války přebudována na protiletecký kryt (specifický německý termín pro tento typ krytu je tzv. Luftschutzstollen), vybavený dřevěnými lavicemi, petrolejkami a bednou s pískem. Zejména od léta roku 1944 až do května 1945 byly nálety nad střední Evropou velice časté. Kryt ve štole byl využit i v době Pražského povstání, kdy se do něj uchýlily zdejší ženy a děti. Muži mezitím vykopali zbraně ukryté v zoo a zapojili se s nimi do bojů na Trojském mostě.
Po sedmi desítkách let od těchto události rozhodlo vedení Zoo Praha o tom, že v přední části štoly bude zřízena expozice připomínající návštěvníkům, jak vypadal zdejší protiletecký kryt. Tato expozice, doplněná dobovou zvukovou kulisou, byla slavnostně otevřena 4. května 2014.

## Mineralogie

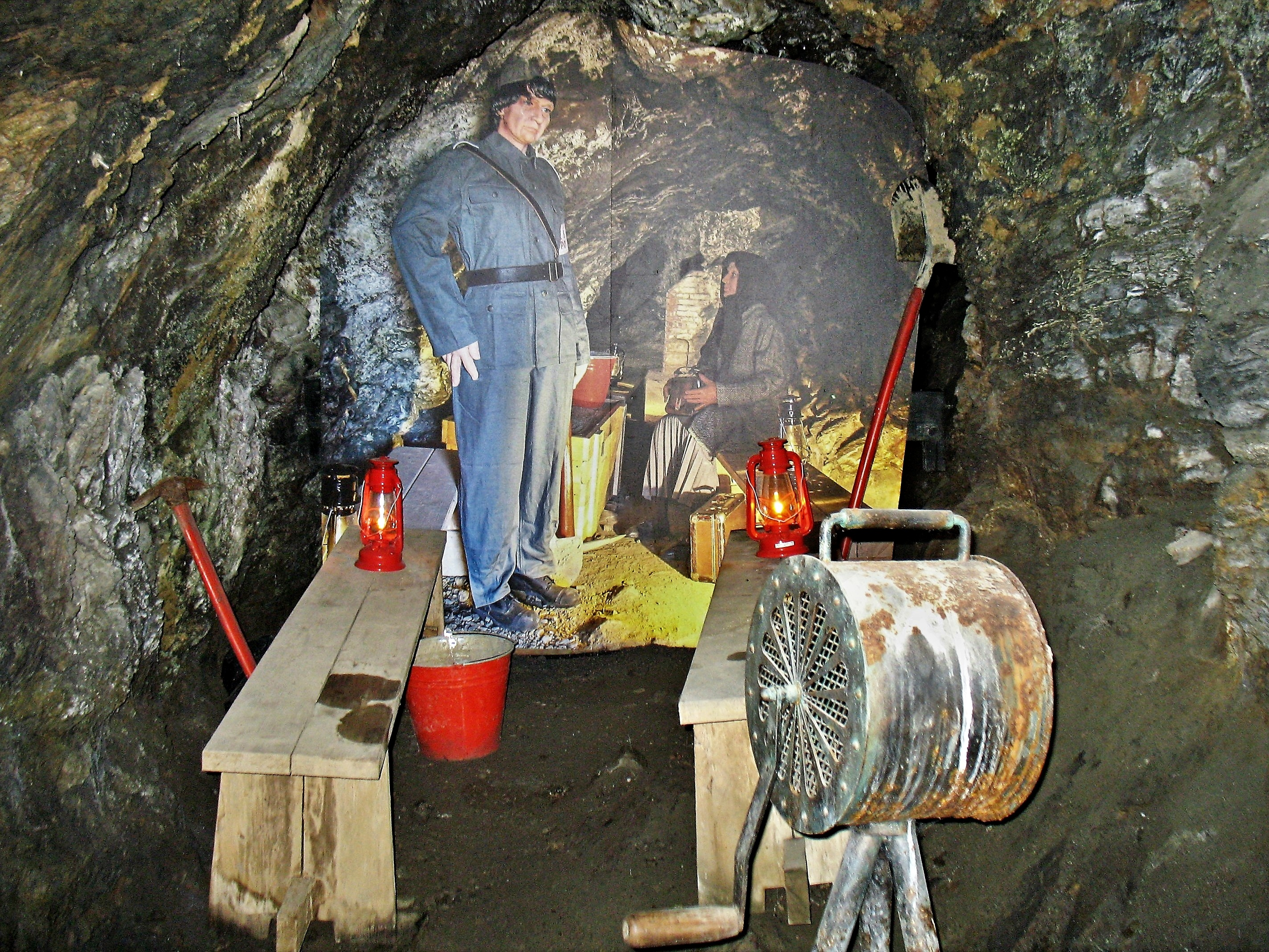
Expozice uvnitř štoly

Do historie mineralogických objevů na českém území se štola v Troji zapsala už půl století před vznikem zdejší zoologické zahrady. Kolem roku 1880 získal pražský obchodník s přírodninami Václav Frič vzorky minerálů z usazenin na stěnách štoly, které vznikly vysrážením síranů v důsledku rozkladu pyritů. Obchodník Frič v roce 1881 předal vzorky Josefu Klvaňovi, který tehdy nastoupil jako nový pracovník mineralogického oddělení Musea Království českého (pozdější Národní muzeum), a ten z nich určil minerály epsomit, strypticit, halotrichit a keramohalit, přičemž v některých případech šlo o první nálezy těchto minerálů na území Čech. Josef Klvaňa mezi nálezy z trojské štoly objevil také jeden dosud zcela neznámý minerál, který nazval paracoquimbit.

## Zajímavosti
O štole pod skalami v zoo se tradovaly nejrůznější příběhy a dohady. Spekulovalo se například o tom, že štola vedla až pod trojský zámek, nebo dokonce až pod vinicí ke kapli svaté Kláry v areálu botanické zahrady. Tyto domněnky se však nepotvrdily. Průzkum ukázal, že štola je jen několik desítek metrů dlouhá, byť je možné, že zde existuje ještě další zasypané spodní patro. Rovněž se nepotvrdil výskyt nebezpečného metanu.
Reálný základ však má příběh paní Trubkové, manželky cirkusového krotitele, který v zoo působil během druhé světové války. Zatímco ostatní zaměstnanci zoo sirénu, ohlašující nebezpečí náletu obvykle spíše ignorovali, paní Trubková, která předtím zažila trauma z náletů v Rakousku, po zaznění poplachu vždy ihned běžela s dětmi do krytu ve štole. Využití protileteckého krytu ve štole potvrdil i nález několika protektorátních mincí.